# Avenue de Muret
L'avenue de Muret (en occitan : avenguda de Murèth) est une voie publique de Toulouse, chef-lieu de la région Occitanie, dans le Midi de la France.

## Situation et accès

### Description
L'avenue de Muret est une voie publique. Elle traverse les quartiers du Fer-à-Cheval, au nord, et de la Croix-de-Pierre, au sud.
Elle correspond à une partie de la route nationale 20, qui allait de la porte d'Orléans, au sud de Paris, à Bourg-Madame (Pyrénées-Orientales), à la frontière espagnole. En 2006, la majeure partie de la route nationale est déclassée, et l'avenue de Muret intégrée à la voirie communale.

### Voies rencontrées
L'avenue de Muret rencontre les voies suivantes, dans l'ordre des numéros croissants (« g » indique que la rue se situe à gauche, « d » à droite) :
1. Route de Seysses (g)
2. Route d'Espagne (d)
3. Impasse Hector-Berlioz (g)
4. Rue Axel-Duboul (g)
5. Rue Saint-Hippolyte (g)
6. Avenue Henri-Barbusse (d)
7. Rue Fieux (g)
8. Rue Roc (g)
9. Impasse Boutinon (d)
10. Rue d'Alès (d)
11. Rue Raymond-Lafage (g)
12. Place de la Croix-de-Pierre
13. Rue Bernard-Bénézet (g)
14. Rue Rapas (g)
15. Rue Gaston-Phoebus (g)
16. Impasse Barthère (g)
17. Rue du Cimetière-Saint-Cyprien (g)
18. Rue Germain-Cany (g)
19. Impasse du Lavoir (d)
20. Rue Henri-Lavigne (g)
21. Place du Fer-à-Cheval

### Transports
L'avenue de Muret est parcourue, entre la place du Fer-à-Cheval et la place de la Croix-de-Pierre, par la ligne de tramway  et desservie par les stations Fer-à-Cheval, Avenue-de-Muret – Marcel-Cavaillé et Croix-de-Pierre. À partir de la place de la Croix-de-Pierre et jusqu'à la Pointe, l'avenue est parcourue et desservie les lignes de Linéo L4L5 et la ligne de bus 152. La ligne de bus 34 a également un arrêt à proximité directe.
Il existe plusieurs stations de vélos en libre-service VélôToulouse le long de l'avenue de Muret ou à proximité : les stations no 70 (5 place du Fer-à-Cheval), no 71 (3 rue Charles-Laganne), no 104 (219 avenue de Muret), no 129 (2 boulevard Déodat-de-Séverac), no 188 (121 avenue de Muret), no 189 (44 avenue de Muret) et no 190 (39 route d'Espagne).

## Odonymie
L'avenue de Muret tient ce nom de ce qu'elle conduit de Toulouse à Muret. Les premières mentions de ce nom n'apparaissent qu'au XVIe siècle, où elle est simplement désignée comme le chemin de Muret (cami de Murel en occitan médiéval). Ce nom doit être ancien, puisque la porte du rempart du faubourg Saint-Cyprien, où débouchait le chemin, était déjà connue comme la porte de Muret (emplacement de la place du Fer-à-Cheval). Au début du XIXe siècle, la route de Muret devient une partie de la route nationale no 20, de Paris à la frontière espagnole (Bourg-Madame), et elle est désignée comme la route d'Espagne. En 1866, avec le développement de l'urbanisation le long de la route d'Espagne, on rend à la première partie de la route, entre la place du Fer-à-Cheval et la Pointe, le nom d'avenue de Muret.

## Histoire

### Moyen Âge et période moderne
Au Moyen Âge, le « chemin » ou la « route » de Muret (cami de Murel en occitan) n'est qu'un chemin qui traverse les champs, dans la campagne toulousaine, et qui, depuis la porte de Muret, au sud du faubourg Saint-Cyprien, longe la Garonne en rive gauche. 

### Époque contemporaine

#### XIXesiècleet première moitié duXXesiècle
C'est dans la première moitié du XIXe siècle que commence véritablement l'urbanisation du quartier qui se forme entre la place du Fer-à-Cheval et la nouvelle place de la Croix-de-Pierre, aménagée vers 1835-1840. D'ailleurs, en 1861, la barrière d'octroi qui se trouvait place du Fer-à-Cheval est déplacée place de la Croix-de-Pierre, incluant la moitié nord de la route d'Espagne. Le développement du quartier et l'accroissement de la population pousse les autorités à aménager le quartier. Au début des années 1850, il est décidé d'élever une nouvelle église pour desservir la paroisse de la Croix-de-Pierre, l'église Saint-François-Xavier. La première pierre en est posée en 1852, mais elle est élevée lentement, grâce aux donations des habitants principalement, et c'est seulement en 1859 qu'elle reçoit son premier curé, le Père Martin. C'est aussi un quartier industriel, qui compte plusieurs usines (actuel no 195 et anciens no 219 à 223 bis). Près de la place du Fer-à-Cheval est créé en 1865 un moulin, le moulin Vivent (emplacement de l'actuel no 308), qui utilise la force du courant de la Garonne, grâce à une chaussée aménagée en travers du fleuve, entre la rive gauche et l'île du Ramier. 
Mais en 1875, la rive gauche de Toulouse est ruinée par la crue de la Garonne. Toutes les maisons, tous les immeubles qui s'élèvent le long de la route d'Espagne sont endommagés, sinon détruits. L'église Saint-François-Xavier, dont les travaux ne sont pas encore terminés, est fortement ébranlée. La croix de pierre, qui donnait son nom au quartier, est renversée et brisée. 
Le quartier n'en poursuit pas moins son développement. Une école de garçons est ouverte en (emplacement de l'actuel no 308). Entre 1909 et 1912, une école maternelle et une école de filles sont construites par l'architecte Joseph Galinier (actuelle école Maurice-Bécanne, no 83-85). D'ailleurs, pour accompagner le développement de l'instruction des filles, une école normale d'institutrices est ouverte en 1881 (actuels no 183-185). Entre la fin du XIXe siècle et le début du XXe siècle, de nouveaux bâtiments : ce sont généralement des immeubles bas, d'un seul ou de deux étages et des maisons (actuels no 11 à 27, 31 à 47, 53, 59 à 63 bis, 69, 73, 75, 99 à 131 147 à 151, 155-157, 161 à 165, 175, 177, 195 à 201, 207 à 213, 225, 233, 237, 243, 247 à 271, et 275). Certaines d'entre elles sont caractéristiques des « toulousaines », maisons ouvrières ou maraîchères typiques des faubourgs et de la banlieue de Toulouse (actuel no 193). D'autres témoignent au contraire de l'installation de maisons de villégiature (actuel no 159). Dans l'Entre-deux-guerres, l'urbanisation se poursuit. Plusieurs immeubles témoignent de l'influence des styles Art Déco et Paquebot (actuels no 93, 229 et 235 ; no 220).
Vers 1890, Georges Labit rachète une station d'élevage de poissons. Impressionné par le développement de la pisciculture en Orient, il souhaite fonder à Toulouse une station de pisciculture, qui se consacre à l'élevage des poissons et des plantes aquatiques, et au repeuplement des eaux douces, mais aussi à l'étude, avec un bâtiment ouvert à l'enseignement populaire (emplacement de l'actuel no 143, et no 2 à 8 boulevard Déodat-de-Séverac). En 1902, trois ans après la mort de Georges, son père, Antoine Labit fait don de la station de pisciculture à l'université. Le professeur Louis Roule, directeur du département de zoologie de la faculté des sciences, développe l'enseignement et la recherche, avec des laboratoires de physiologie et de pathologie des poissons. L'aquarium et le musée sont ouverts au public les dimanches après-midi, et les conférences, qui restent ouvertes au public, attirent chaque année entre 150 et 200 auditeurs. Les bassins d'élevage sont alimentés par les eaux du canal de Saint-Martory, d'un canal de dérivation de la Garonne et de la nappe phréatique elle-même. En 1923, la station devient Institut de pisciculture et d'hydrobiologie,.

#### Deuxième moitié duXXesiècleetXXIesiècle
Dans la deuxième moitié du XXe siècle, le quartier de l'avenue de Muret poursuit son développement. En 1948, l'Institut agricole de Toulouse, fondé en 1909 par Paul Sabatier, fusionne avec l'Institut de pisciculture et d'hydrobiologie et devient l'École nationale supérieure agronomique de Toulouse (ENSAT). Un nouveau bâtiment est élevé près de la place de la Croix-de-Pierre (emplacement des actuels no 143-145). 
Surtout, les municipalités socialistes de Raymond Badiou et de Louis Bazerque ont de vastes projets de modernisation de la ville, qui passent d'abord par la construction de nouveaux équipements. En février 1952, une nouvelle crue de la Garonne touche la rive gauche. Dès l'année suivante, des enquêtes sont menées et en 1954, pour faire face à la menace persistante des inondations, une digue en béton de 10 mètres de haut est élevée, parallèlement à l'avenue de Muret, le long de la Garonne entre la place du Fer-à-Cheval, au nord, et la rue Sainte-Odile, au sud. C'est à cette époque que disparaissent les derniers vestiges du moulin Vivent. La modernité s'incarne aussi dans l'espace donné à l'automobile dans la ville. Le boulevard Déodat-de-Séverac, sur la rive gauche de la Garonne, et le boulevard des Récollets, sur la rive droite, sont reliés par la construction de trois ponts qui traversent la Garonne et l'île du Ramier – le pont de la Croix-de-Pierre, le pont Pierre-de-Coubertin et le pont de Garigliano, construits entre 1966 et 1969. L'année où sont achevés les travaux, un autopont est installé au-dessus de l'avenue de Muret, dans l'axe du pont de la Croix-de-Pierre et du boulevard Déodat-de-Séverac. Surtout, plusieurs immeubles de grande hauteur – généralement de 9 à 10 étages – sont élevés le long de l'avenue, qui devient un champ d'expérimentation et pour les architectes toulousains du mouvement moderne (actuels no 1, 29, 49-51, 77, 87-91, 169, 171 et 185 ; no 144, 146, 164-166, 174, 176, 250-252, 272 et 310). 
À la fin du XXe siècle et au début du siècle suivant, l'avenue de Muret a connu plusieurs transformations. En 1999, l'autopont de la place de la Croix-de-Pierre – dernier des autoponts de la ville – est enfin démonté, tandis que la place de la Croix-de-Pierre est embellie d'une grande fontaine,. En 2001, la partie sud de l'avenue de Muret, entre la place de la Croix-de-Pierre et la Pointe, est rénovée, avec la réduction du nombre de voies de circulation, la mise en place d'un terre-plein central et l'aménagement de pistes cyclables. 
Le 21 septembre 2001, les logements, les entreprises et les services publics de l'avenue sont durement touchés par l'explosion de l'usine AZF,. Plusieurs commerces sont contraints de fermer provisoirement, sinon définitivement. Le site d'EDF-GDF est dévasté. L'école Maurice-Bécanne reste ainsi fermée une semaine. L'église Saint-François-Xavier, qui a subi d'importants dégâts, est fermée pour deux ans, comme le Bijou, salle de spectacle réputée de l'avenue. Le 21 septembre 2002, alors que les travaux de requalification de l'avenue sont en partie terminés, le carrefour de la Pointe est rebaptisé rond-point du 21-Septembre-2001 lors de la cérémonie tenue par le maire, Philippe Douste-Blazy. 
Entre 2011 et 2013, d'importants travaux sont engagés par la municipalité de Pierre Cohen afin d'aménager la ligne Garonne du tramway, actuelles lignes 1 et 2. À cette occasion, la partie nord de l'avenue, qui n'avait pas bénéficié de travaux d'aménagements importants depuis longtemps, est profondément réaménagée, avec une plus grande place donnée aux déplacements « doux » et une circulation automobile ralentie par la mise en zone 30, au prix d'embouteillages cependant. En 2019, c'est la partie sud de l'avenue qui est réaménagée, avec un nouveau partage de la chaussée entre les automobiles et les voies cyclables. 
Dans le même temps, le quartier continue à gagner des habitants, et plusieurs opérations immobilières densifient le quartier de l'avenue de Muret. En 1999, l'ENSAT abandonne les locaux de l'avenue de Muret après avoir déménagé au cœur de l'agrobiopole d'Auzeville-Tolosane. En 2015, EDF quitte les bâtiments qu'elle occupait. En attendant la réalisation de nouveaux logements, les bâtiments deviennent le plus grand squat de la ville entre mai 2019 et février 2020, lorsqu'il est évacué à la suite d'un incendie,. Les travaux de construction d'une nouvelle résidence, à partir de 2021, devraient permettre la réalisation de 385 logements.

## Patrimoine et lieux d'intérêt

### Édifices scolaires
- no  83-85 : école d'application élémentaire Maurice-Bécanne. 
Le groupe scolaire, regroupant l'école maternelle et l'école élémentaire de filles de la Croix-de-Pierre, est construit entre 1909 et 1912, sur les plans de l'architecte Joseph Galinier, dans un style où se sent l'influence de l'Art Déco. Le bâtiment sur l'avenue était dévolu à l'école maternelle. Il se compose d'un pavillon central, sur deux niveaux, encadré par deux ailes plus basses. La façade en brique est enduite, la brique n'étant laissée apparente que pour mettre en valeur le chambranle des baies, les cordons séparant les niveaux et les chaînages d'angle. La porte, surmontée d'une imposte et encadrée de deux fenêtres, est comprise dans un encadrement en pierre de taille, inscrit sous une arcade de brique. La large traverse de l'imposte est ornée d'un bas-relief portant un décor végétal. Au centre de la large bande de brique sommitale, une table de pierre est gravée de l'inscription « ECOLE MATERNELLE ». L'élévation est surmontée d'un toit débordant[25].

- no  123 bis : école de garçons de la Croix-de-Pierre ; mairie de quartier Croix-de-Pierre[26].

- no  181-183 : Institut national supérieur du professorat et de l'éducation (INSPÉ). 
Les travaux de l'école normale d'institutrices sont commencés en 1881 par l'architecte Alexandre Laffon, et poursuivis par l'architecte Joseph Thillet entre 1882 et 1886. Le corps de bâtiment principal est construit en retrait de l'avenue. Pendant la Première Guerre mondiale, entre 1914 et 1916, le site est utilisé comme hôpital temporaire et accueillait notamment les malades et blessés de la Poudrerie. En 1928, le bâtiment de l'école normale est surélevée suivant les plans de Joseph Thillet. À la suite des diverses réformes de la formation des enseignants, l'école normale devient Institut universitaire de formation des maîtres (IUFM) en 1990, puis École supérieure du professorat et de l'éducation (ÉSPÉ) en 2013, et enfin Institut national supérieur du professorat et de l'éducation (INSPÉ) en 2019[27].

### Immeubles et maisons
- no  14 : maison (1936)[28].
- no  22 : maison (1934)[29].
- no  26 : maison (1934)[30].
- no  31 : maison (deuxième moitié du XIXe siècle)[31].
- no  86 : immeuble (deuxième quart du XXe siècle)[32].
- no  115 : maison (deuxième moitié du XIXe siècle)[33].
- no  122 : domicile de Pierre Bourthoumieux, organisateur de la Résistance locale pendant la Seconde Guerre mondiale.
- no  159 : maison (deuxième moitié du XIXe siècle)[34].

- no  169 : immeuble. 
L'immeuble, de style moderne, est construit dans la deuxième moitié du XXe siècle. Aux étages, les élévations sont couvertes d'un plaquis de briques. Elles sont, à partir du 2e étage, animées par les balcons des trois travées centrales, reliés par des piliers verticaux qui, avec les assises horizontales, forment un quadrillage de béton. Au rez-de-chaussée, l'entrée de l'immeuble est ornée d'une œuvre en carreaux de lave émaillée de Jérôme Potier[35].

- no  180 : résidence Côté Garonne (2018-2020)[36].

- no  186 : maison (deuxième moitié du XIXe siècle)[37].

- no  220 : immeuble Chamayou. 
L'immeuble est construit en 1941 pour son propriétaire, René Chamayou. La façade est caractéristique du style paquebot, avec ses lignes courbes, ses fenêtres rondes évoquant des hublots et les garde-corps en ferronnerie des balcons[38].

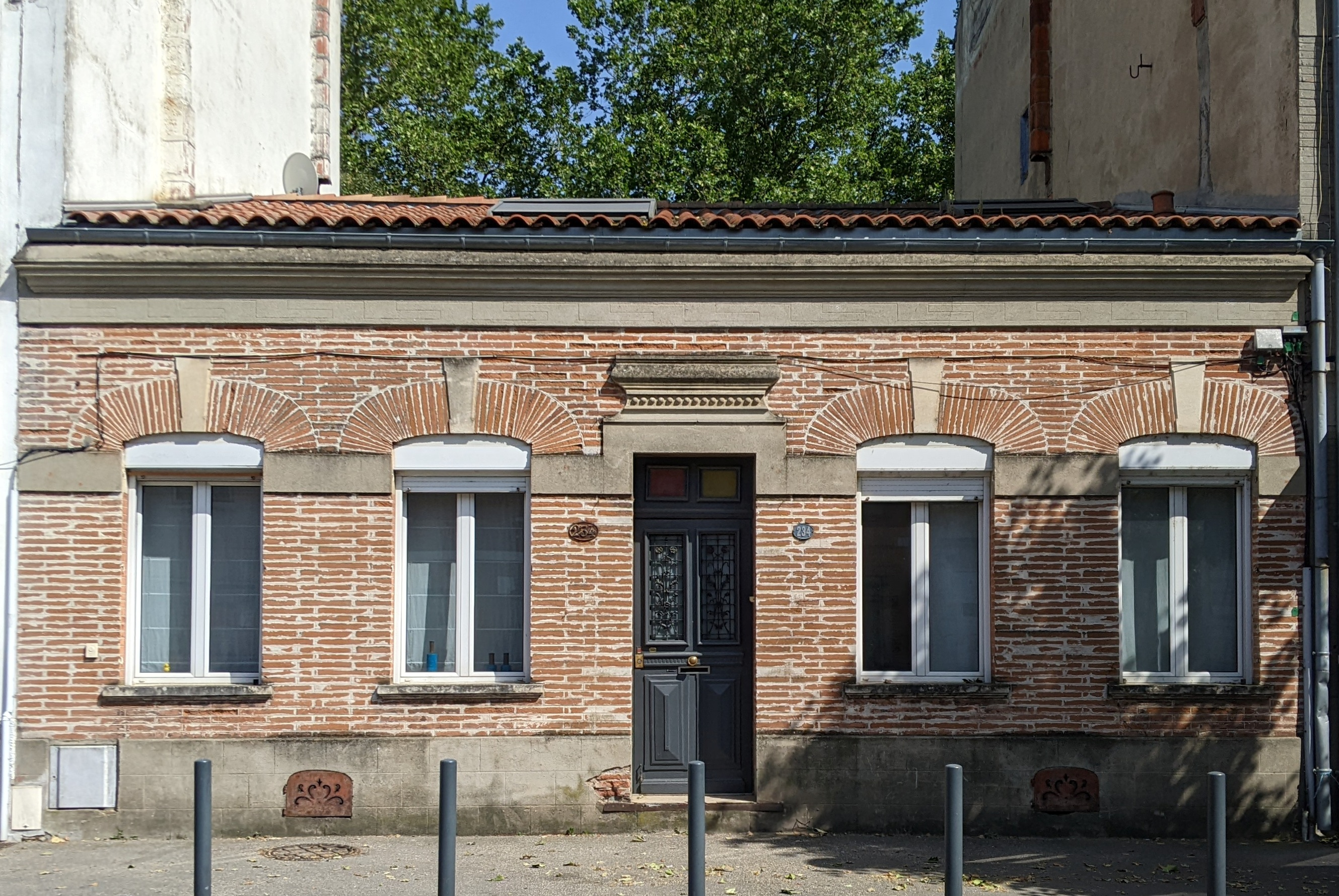
no 234 : maison toulousaine.

- no  234 : maison toulousaine (1935)[39]. La maison, construite en 1935, est un exemple de la persistance du modèle de la toulousaine dans la première moitié du . Le rez-de-chaussée est percé d'une porte piétonne, rectangulaire, encadrée de quatre fenêtres, .

- no  308 : emplacement du moulin Vivent[5],[40].

### Église Saint-François-Xavier
- no  153 : église Saint-François-Xavier. 
L'église Saint-François-Xavier est construite dans la deuxième moitié du XIXe siècle, afin de desservir le quartier de la Croix-de-Pierre, qui était en plein développement. Les travaux sont commencés en 1852 par l'architecte Jean-Antoine Raynaud, dans le style néo-gothique méridional, et poursuivis après 1875 par l'architecte Dieulafoy. Elle reste cependant inachevée, le porche et le clocher n'ayant pas été construits[4]. L'église est ornée de plusieurs vitraux. Les plus anciens, placés dans le chœur, représentent la primauté de Pierre, au centre, et des épisodes de la vie de François Xavier, sur les côtés. La chapelle de Marie, à droite, possède une adoration des mages, et la chapelle de Joseph, à gauche, une présentation de Jésus au Temple. La rosace, au-dessus du portail, représente un Christ en Majesté. Le 21 septembre 2001, l'église est endommagée dans l'explosion de l'usine AZF. Après deux ans de travaux, elle rouvre ses portes le 21 septembre 2003,[41].